# Fehértorkú feketerigó
A fehértorkú feketerigó (Turdus albocinctus) a madarak osztályának verébalakúak (Passeriformes) rendjébe és a rigófélék (Turdidae) családjába tartozó faj.

## Rendszerezése
A fajt John Forbes Royle angol botanikus írta le 1840-ben.

## Előfordulása
Banglades, Bhután, Kína, India, Mianmar és Nepál területén honos. Természetes élőhelyei a szubtrópusi vagy trópusi síkvidéki és hegyi esőerdők, valamint magaslati cserjések. Magassági vonuló.

## Megjelenése
Átlagos testhossza 28 centiméter, testtömege 90-107 gramm. Tollazata fekete, kivéve a nyakát, mely fehér.

## Természetvédelmi helyzete
Az elterjedési területe rendkívül nagy, egyedszáma pedig stabil. A Természetvédelmi Világszövetség Vörös listáján nem fenyegetett fajként szerepel.